# Běh na lyžích na Zimních olympijských hrách 2018
Závody v běhu na lyžích na Zimních olympijských hrách 2018 proběhly od 10. do 25. února 2018 v Pchjongčchangu v Jižní Koreji.

## Přehled
Na Zimních olympijských hrách 2018 v Pchjongčchangu bylo na programu celkem 12 závodů. Muži a ženy absolvovali skiatlony, individuální sprinty volnou technikou, individuální závody klasickou technikou, štafetové závody, týmové sprinty a závody s hromadným startem volnou technikou.

## Program
Program podle oficiálních stránek.
| Den    | Datum          | Zahájení (UTC+9) | Zahájení (SEČ) | Závod                                |
| ------ | -------------- | ---------------- | -------------- | ------------------------------------ |
| den 2  | 10. února 2018 | 16:15            | 8:15           | skiatlon žen                         |
| den 3  | 11. února 2018 | 15:15            | 7:15           | skiatlon mužů                        |
| den 5  | 13. února 2018 | 17:30            | 9:30           | individuální sprint klasicky mužů    |
| den 5  | 13. února 2018 | 18:15            | 10:15          | individuální sprint klasicky žen     |
| den 7  | 15. února 2018 | 15:30            | 7:30           | 10 km volně žen                      |
| den 8  | 16. února 2018 | 15:00            | 7:00           | 15 km volně mužů                     |
| den 9  | 17. února 2018 | 18:30            | 10:30          | štafeta 4 x 5 km žen                 |
| den 10 | 18. února 2018 | 15:15            | 7:15           | štafeta 4 x 10 km mužů               |
| den 13 | 21. února 2018 | 17:00            | 9:00           | týmový sprint volně mužů             |
| den 13 | 21. února 2018 | 19:00            | 11:00          | týmový sprint volně žen              |
| den 16 | 24. února 2018 | 14:00            | 6:00           | závod s hromadným startem 50 km mužů |
| den 17 | 25. února 2018 | 15:15            | 7:15           | závod s hromadným startem 30 km žen  |

## Medailové pořadí zemí
| Pořadí | Země                               | Zlato | Stříbro | Bronz | Celkově |
| ------ | ---------------------------------- | ----- | ------- | ----- | ------- |
| 1.     | Norsko (NOR)                       | 7     | 4       | 3     | 14      |
| 2.     | Švédsko (SWE)                      | 2     | 3       | 1     | 6       |
| 3.     | Finsko (FIN)                       | 1     | 1       | 2     | 4       |
| 4.     | Švýcarsko (SUI)                    | 1     | 0       | 0     | 1       |
| 4.     | Spojené státy americké (USA)       | 1     | 0       | 0     | 1       |
| 6.     | Olympijští sportovci z Ruska (OAR) | 0     | 3       | 5     | 8       |
| 7.     | Itálie (ITA)                       | 0     | 1       | 0     | 1       |
| 8.     | Francie (FRA)                      | 0     | 0       | 2     | 2       |
| Celkem | Celkem                             | 12    | 12      | 13    | 37      |

## Medailisté

### Muži
| Disciplína        | Zlato                                                                                                  | Výkon     | Stříbro                                                                                                  | Výkon     | Bronz                                                                                          | Výkon     |
| ----------------- | --- | --------- | --- | --------- | ---------------------------------------------------------------------------------------------- | --------- |
| 15 km volně       | Dario Cologna · Švýcarsko (SUI)                                                                        | 33:43,9   | Simen Hegstad Krüger · Norsko (NOR)                                                                      | 34:02,2   | Denis Spicov · Olympijští sportovci z Ruska (OAR)                                              | 34:06,9   |
| 50 km klasicky    | Iivo Niskanen · Finsko (FIN)                                                                           | 2:08:22,1 | Alexandr Bolšunov · Olympijští sportovci z Ruska (OAR)                                                   | 2:08:40,8 | Andrej Larkov · Olympijští sportovci z Ruska (OAR)                                             | 2:10:59,6 |
| skiatlon          | Simen Hegstad Krüger · Norsko (NOR)                                                                    | 1:16:20,0 | Martin Johnsrud Sundby · Norsko (NOR)                                                                    | 1:16:28,0 | Hans Christer Holund · Norsko (NOR)                                                            | 1:16:29,9 |
| štafeta 4 × 10 km | Norsko (NOR) · Didrik Tønseth · Martin Johnsrud Sundby · Simen Hegstad Krüger · Johannes Høsflot Klæbo | 1:33:04,9 | Olympijští sportovci z Ruska (OAR) · Andrej Larkov · Alexandr Bolšunov · Alexej Červotkin · Denis Spicov | 1:33:14,3 | Francie (FRA) · Jean-Marc Gaillard · Maurice Manificat · Clément Parisse · Adrien Backscheider | 1:33:41,8 |
| sprint            | Johannes Høsflot Klæbo · Norsko (NOR)                                                                  | 3:05,75   | Federico Pellegrino · Itálie (ITA)                                                                       | 3:07,09   | Alexandr Bolšunov · Olympijští sportovci z Ruska (OAR)                                         | 3:07,11   |
| sprint dvojic     | Norsko (NOR) · Martin Johnsrud Sundby · Johannes Høsflot Klæbo                                         | 15:56,26  | Olympijští sportovci z Ruska (OAR) · Denis Spicov · Alexandr Bolšunov                                    | 15:57,97  | Francie (FRA) · Maurice Manificat · Richard Jouve                                              | 15:58,28  |

### Ženy
| Disciplína       | Zlato | Výkon     | Stříbro                                                                                  | Výkon     | Bronz | Výkon     |
| ---------------- | --- | --------- | ---------------------------------------------------------------------------------------- | --------- | --- | --------- |
| 10 km volně      | Ragnhild Hagaová · Norsko (NOR)                                                                                     | 25:00,5   | Charlotte Kallaová · Švédsko (SWE)                                                       | 25:20,8   | Marit Bjørgenová · Norsko (NOR) Krista Pärmäkoski · Finsko (FIN)                                                        | 25:32,4   |
| 30 km klasicky   | Marit Bjørgenová · Norsko (NOR)                                                                                     | 1:22:17,6 | Krista Pärmäkoskiová · Finsko (FIN)                                                      | 1:24:07,1 | Stina Nilssonová · Švédsko (SWE)                                                                                        | 1:24:16,5 |
| skiatlon         | Charlotte Kallaová · Švédsko (SWE)                                                                                  | 40:44,9   | Marit Bjørgenová · Norsko (NOR)                                                          | 40:52,7   | Krista Pärmäkoski · Finsko (FIN)                                                                                        | 40:55,0   |
| štafeta 4 × 5 km | Norsko (NOR) · Ingvild Flugstad Østbergová · Astrid Uhrenholdtová Jacobsenová · Ragnhild Hagaová · Marit Bjørgenová | 51:24,3   | Švédsko (SWE) · Anna Haagová · Charlotte Kallaová · Ebba Anderssonová · Stina Nilssonová | 51:26,3   | Olympijští sportovci z Ruska (OAR) · Natalja Něprjajevová · Julija Bělorukovová · Anastasija Sedovová · Anna Nečajevská | 52:07,6   |
| sprint           | Stina Nilssonová · Švédsko (SWE)                                                                                    | 3:03,84   | Maiken Caspersenová Fallaová · Norsko (NOR)                                              | 3:06,87   | Julija Bělorukovová · Olympijští sportovci z Ruska (OAR)                                                                | 3:07,21   |
| sprint dvojic    | Spojené státy americké (USA) · Kikkan Randallová · Jessica Digginsová                                               | 15:56,47  | Švédsko (SWE) · Charlotte Kallaová · Stina Nilssonová                                    | 15:56,66  | Norsko (NOR) · Marit Bjørgenová · Maiken Caspersenová Fallaová                                                          | 15:59,44  |